# Willy Caballero
Pour les articles homonymes, voir Caballero.
Wilfredo Daniel Caballero Lazcano, dit Willy Caballero, né le 28 septembre 1981 à Santa Elena, est un footballeur international argentin qui évolue au poste de gardien de but.

## Biographie

### Carrière en club

#### Boca Juniors
Il fait ses débuts dans son pays natal sous les couleurs de Boca Juniors.

#### Elche CF
Il rejoint l'Espagne en 2004 pour évoluer en D2 espagnole sous les couleurs du Elche CF.

#### Arsenal Sarandí et Malaga
Peu utilisé au début, il est prêté à Arsenal de Sarandi en Argentine avant de revenir et de prendre petit à petit une place de titulaire.
Après sept saisons à Elche CF, il rejoint le Malaga CF qui évolue en liga BBVA. Il y est titulaire pendant un peu plus de trois saisons.

#### Manchester City
A l'été 2014, il rejoint Manchester City pour trois saisons contre une indemnité de transfert d'environ 7,5 millions d'euros, il arrive en tant que remplaçant de Joe Hart.
Lors de la saison 2015-2016, Caballero est titularisé lors des matchs de coupes, notamment en League Cup. Il remporte celle-ci en jouant la finale contre Liverpool. Lors de la séance de tirs au but, il réalise trois arrêts sur les quatre tirs adverses.
Avec l'arrivée de Pep Guardiola lors de la saison 2016-2017, Caballero passe devant Joe Hart dans la hiérarchie mais reste numéro 2 à la suite du recrutement de Claudio Bravo. Cependant Bravo enchaîne les blessures et matchs ratés  et perd sa place de titulaire en Premier League au profit de Willy Caballero.
Le 25 mai 2017, en fin de contrat, Manchester City annonce son départ.

#### Chelsea FC
Le 1er juillet 2017, le gardien de but argentin s'engage avec le Chelsea FC.
En 2020, il prolonge son contrat d'une saison avec le club Londonien.
Le 22 mai 2019, Caballero, en fin de contrat, prolonge d'une saison avec Chelsea, puis remporte l'Europa League face à Arsenal.
En 2021, Caballero remporte la Ligue des Champions 2020-2021 face à Manchester City, alors qu'il n'a pas joué un seul match dans la compétition.

### En sélection nationale
Il est appelé pour la première fois avec la sélection A en 2005, à l'occasion de la Coupe des confédérations disputée en Allemagne. Troisième gardien derrière Germán Lux et Leo Franco, il ne joue aucun match. Non sélectionné après cette compétition, il n'est rappelé dans l'équipe que neuf ans plus tard, à l'occasion de deux matchs amicaux contre la Croatie et le Portugal, toujours en tant que troisième gardien derrière Sergio Romero et Nahuel Guzmán.
Malgré son statut de remplaçant à Manchester City puis à Chelsea, il est de nouveau rappelé en sélection 4 ans plus tard. Le 23 mars 2018, Caballero honore sa première sélection avec l'équipe d'Argentine contre l'Italie en match amical (victoire 2-0), devenant par la même occasion le gardien le plus âgé à débuter en sélection à l'âge de 36 ans et 176 jours (record battu par le néerlandais Remco Pasveer).
À la suite de la blessure du gardien titulaire Sergio Romero lors du match suivant face à l'Espagne, Caballero rentre en jeu à la 22ème et encaisse cinq buts, son équipe s'incline 6-1.
En l'absence de Sergio Romero, toujours blessé, Caballero est sélectionné parmi les vingt-trois joueurs argentins pour la Coupe du monde 2018. Le sélectionne Jorge Sampaoli l'intronise comme titulaire. Il dispute les deux premiers matchs lors de la phase de groupes contre l'Islande (1-1) et la Croatie (défaite 3-0). Ses prestations sont jugées très insuffisantes, notamment contre la Croatie où il rate totalement une relance qui sera immédiatement sanctionnée par un but magnifique d'Ante Rebic pour l'ouverture du score. Toutes ces raisons poussent le sélectionneur à titulariser Franco Armani à ce poste pour le reste de la compétition. Les Argentins sont éliminés dès les huitièmes de finale par l'équipe de France (4-3).

## Statistiques
| Saison                | Club                   | Championnat           | Championnat | Championnat | Coupe(s) nationale(s) | Coupe(s) nationale(s) | Compétition(s) continentale(s) | Compétition(s) continentale(s) | Compétition(s) continentale(s) | Total | Total |
| Saison                | Club                   | Division              | M.          | B.          | M.                    | B.                    | Comp.                          | M.                             | B.                             | M.    | B.    |
| 2001-2002             | Boca Juniors           | Primera división      | 4           | 0           | -                     | -                     | -                              | -                              | -                              | 4     | 0     |
| 2002-2003             | Boca Juniors           | Primera división      | 4           | 0           | -                     | -                     | CL                             | 3                              | 0                              | 7     | 0     |
| 2003-2004             | Boca Juniors           | Primera división      | 1           | 0           | -                     | -                     | -                              | -                              | -                              | 1     | 0     |
| 2004-2005             | Boca Juniors           | Primera división      | 6           | 0           | -                     | -                     | CL                             | 1                              | 0                              | 7     | 0     |
| Sous-total            | Sous-total             | Sous-total            | 15          | 0           | -                     | -                     | -                              | 4                              | 0                              | 19    | 0     |
| 2004-2005             | Elche CF               | Liga Adelante         | 10          | 0           | 4                     | 0                     | -                              | -                              | -                              | 14    | 0     |
| 2005-2006             | Elche CF               | Liga Adelante         | -           | -           | -                     | -                     | -                              | -                              | -                              | 0     | 0     |
| 2006-2007             | Elche CF               | Liga Adelante         | 2           | 0           | -                     | -                     | -                              | -                              | -                              | 2     | 0     |
| 2007-2008             | Elche CF               | Liga Adelante         | 38          | 0           | 3                     | 0                     | -                              | -                              | -                              | 41    | 0     |
| 2008-2009             | Elche CF               | Liga Adelante         | 37          | 0           | 2                     | 0                     | -                              | -                              | -                              | 39    | 0     |
| 2009-2010             | Elche CF               | Liga Adelante         | 39          | 0           | 1                     | 0                     | -                              | -                              | -                              | 40    | 0     |
| 2010-2011             | Elche CF               | Liga Adelante         | 22          | 0           | -                     | -                     | -                              | -                              | -                              | 22    | 0     |
| Sous-total            | Sous-total             | Sous-total            | 148         | 0           | 10                    | 0                     | -                              | -                              | -                              | 158   | 0     |
| 2006-2007             | Arsenal Sarandí (prêt) | Primera división      | 13          | 0           | -                     | -                     | -                              | -                              | -                              | 13    | 0     |
| Sous-total            | Sous-total             | Sous-total            | 13          | 0           | -                     | -                     | -                              | -                              | -                              | 13    | 0     |
| 2010-2011             | Malaga CF              | Liga BBVA             | 14          | 0           | -                     | -                     | -                              | -                              | -                              | 14    | 0     |
| 2011-2012             | Malaga CF              | Liga BBVA             | 28          | 0           | 4                     | 0                     | -                              | -                              | -                              | 32    | 0     |
| 2012-2013             | Malaga CF              | Liga BBVA             | 36          | 0           | -                     | -                     | C1                             | 11                             | 0                              | 47    | 0     |
| 2013-2014             | Malaga CF              | Liga BBVA             | 38          | 0           | 1                     | 0                     | -                              | -                              | -                              | 39    | 0     |
| Sous-total            | Sous-total             | Sous-total            | 116         | 0           | 5                     | 0                     | -                              | 11                             | 0                              | 132   | 0     |
| 2014-2015             | Manchester City        | Premier League        | 2           | 0           | 5                     | 0                     | -                              | -                              | -                              | 7     | 0     |
| 2015-2016             | Manchester City        | Premier League        | 4           | 0           | 9                     | 0                     | C1                             | 1                              | 0                              | 14    | 0     |
| 2016-2017             | Manchester City        | Premier League        | 17          | 0           | 4                     | 0                     | C1                             | 6                              | 0                              | 27    | 0     |
| Sous-total            | Sous-total             | Sous-total            | 23          | 0           | 18                    | 0                     | -                              | 7                              | 0                              | 48    | 0     |
| 2017-2018             | Chelsea FC             | Premier League        | 3           | 0           | 10                    | 0                     | -                              | -                              | -                              | 13    | 0     |
| 2018-2019             | Chelsea FC             | Premier League        | 2           | 0           | 5                     | 0                     | C3                             | 2                              | 0                              | 9     | 0     |
| 2019-2020             | Chelsea FC             | Premier League        | 5           | 0           | 7                     | 0                     | C1                             | 2                              | 0                              | 14    | 0     |
| 2020-2021             | Chelsea FC             | Premier League        | 1           | 0           | 1                     | 0                     | -                              | -                              | -                              | 2     | 0     |
| Sous-total            | Sous-total             | Sous-total            | 11          | 0           | 23                    | 0                     | -                              | 4                              | 0                              | 38    | 0     |
| 2021-2022             | Southampton FC         | Premier League        | 2           | 0           | 2                     | 0                     | -                              | -                              | -                              | 4     | 0     |
| 2022-2023             | Southampton FC         | Premier League        | -           | -           | 1                     | 0                     | -                              | -                              | -                              | 1     | 0     |
| Sous-total            | Sous-total             | Sous-total            | 2           | 0           | 3                     | 0                     | -                              | 0                              | 0                              | 5     | 0     |
| Total sur la carrière | Total sur la carrière  | Total sur la carrière | 328         | 0           | 60                    | 0                     | -                              | 26                             | 0                              | 414   | 0     |

### Matchs internationaux
| Sélection | Année | Statistiques | Statistiques |
| Sélection | Année | Matchs       | Buts         |
| --------- | ----- | ------------ | ------------ |
| Argentine |       |              |              |
| 2018      | 5     | 0            |              |
| Total     | 5     | 0            |              |

Mis à jour le 21 juin 2018

## Palmarès

### En club
Avec Boca Juniors, il est champion d'Argentine du tournoi d'ouverture en 2003 et remporte également la Copa Libertadores en 2003 et la Coupe intercontinentale 2003.
Sous les couleurs de Manchester City, il remporte la Coupe de la Ligue en 2016.
Sous les couleurs de Chelsea, il remporte la Coupe d'Angleterre en 2018, la Ligue Europa en 2019 et la ligue des champions en 2021. Il est également finaliste de la Coupe d'Angleterre en 2020.
| Boca Juniors (3) : | Manchester City (1) :                        | Chelsea (3) : |
| --- | -------------------------------------------- | --- |
| - Championnat d'Argentine (1) : - Champion : 2003 (ouv.) - Copa Libertadores (1) : - Vainqueur : 2003 - Coupe intercontinentale (1) : - Vainqueur : 2003 | - Coupe de la Ligue (1) : - Vainqueur : 2016 | - Ligue des champions (1) : - Vainqueur : 2021 - Ligue Europa (1) : - Vainqueur : 2019 - Coupe d'Angleterre (1) : - Vainqueur : 2018 |

### En sélection
Avec les jeunes sélections argentines, il remporte la Coupe du monde des moins de 20 ans en 2001 et les Jeux olympiques en 2004. Caballero est finaliste de la Coupe des confédérations 2005 avec l'équipe d'Argentine.
| Argentine -20 ans (1) :                                       | Argentine Olympique (1) :                 |
| ------------------------------------------------------------- | ----------------------------------------- |
| - Coupe du monde des moins de 20 ans (1) : - Vainqueur : 2001 | - Jeux olympiques(1) : - Vainqueur : 2004 |